# Marianne Hold
 Marianne Hold (Johannisburg, 15 de mayo de 1933-Lugano, 11 de septiembre de 1994) fue una actriz alemana, que se hizo popular en las décadas de 1950 y 1960s por sus numerosos papeles en el género «Heimatfilm» (comedias románticas ubicadas en entornos rurales, especialmente alpinos).

## Biografía
Nació como Marianne Weiss en Johannisburg (Prusia Oriental), actualmente Pisz (Polonia) el 15 de mayo de 1933.
A finales de la Segunda Guerra Mundial tuvo que huir con su madre de Alemania, estableciéndose en la ciudad de Innsbruck. Tras diversos desacuerdos con su padrastro, tras volverse a casar su madre, decidió mudarse a Roma.
En 1950 Luis Trenker le ofreció su primer papel importante, protagonizando Barrier to the North. En 1956 rodó Die Fischerin vom Bodensee, en el que fue el trabajo más importante de su carrera.
Convivió durante años con el violonchelista Enrico Mainardi, hasta que conoció al actor austriaco Frederick Stafford durante el rodaje de la película El infierno de Mekong (1964). Tras casarse con él y nacer su hijo Roderick en diciembre de 1964, decidió poner fin a su carrera cinematográfica tras el rodaje de Der Schut. Tras su retirada se dedicó a la pintura, ayudando a jóvenes artistas principiantes.
Falleció en la ciudad suiza de Lugano el 11 de septiembre de 1994 a consecuencia de un ataque al corazón.

## Filmografía completa
| - En el imperio del mal (1964) - El infierno de Mekong (1964) - Dal sabato al lunedì (1962) - Wilde Wasser (1962) - Waldrausch (1962) - Cariño mío (1961) - Schön ist die Liebe am Königssee (1961) - Isola Bella (1961) - Schick Deine Frau nicht nach Italien (1960) - Sooo nicht, meine Herren (1960) - Mi rubia adorada (1959) - Aus dem Tagebuch eines Frauenarztes (1959) - Kein Mann zum Heiraten (1959) - Mein Schatz ist aus Tirol (1958) - Heimatlos (1958) - Schwarzwälder Kirsch (1958) - Der Priester und das Mädchen (1958) | - Die Lindenwirtin vom Donaustrand (1957) - Wetterleuchten um Maria (1957) - Princesa Moderna (1957) - Lilí Marlen (1956) - La pescadora del lago (1956) - Von der Liebe besiegt (1956) - Pulverschnee nach Übersee (1956) - Gold aus Gletschern (1956) - Marianne de ma jeunesse (1955) - Il prigioniero della montagna (1955) - Heimatland (1955) - Wenn die Alpenrosen blüh'n (1955) - Hochzeitsglocken (1954) - Ave Maria (1953) - Ferien vom Ich (1952) - Barriera a Settentrione (1950) - Benvenuto reverendo! (1950) |